# Langenbergpark

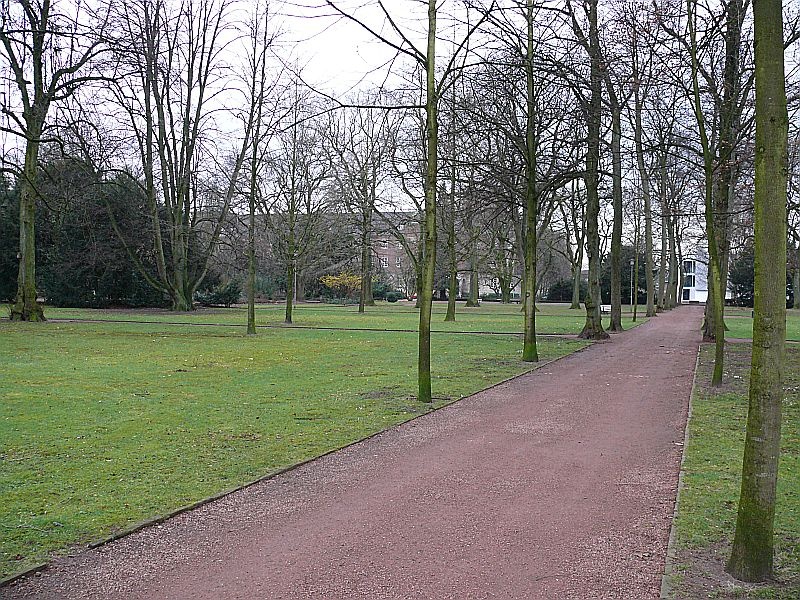
Langenbergpark Bocholt. Im Hintergrund das St.-Georg-Gymnasium

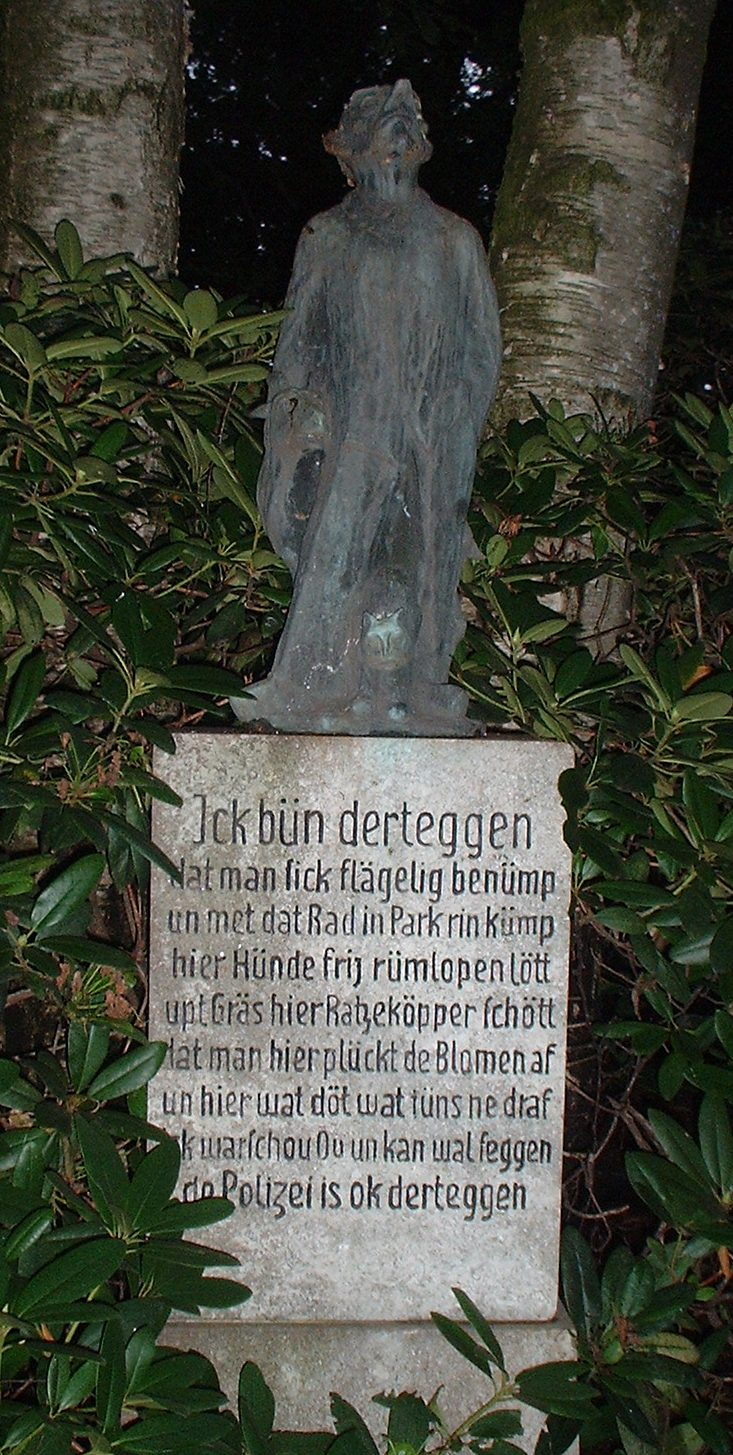
Meckermann-Statue im Langenbergpark

Der Langenbergpark ist eine städtische Parkanlage in Bocholt im westlichen Münsterland.
Der Park befindet sich nördlich des Stadtrings an der Adenauerallee gegenüber dem St.-Georg-Gymnasium sowie am Stenerner Weg gegenüber dem Weiterbildungskolleg Westmünsterland.  Er umfasst eine Fläche von ungefähr 2 ha. Ein Teil der Fläche des späteren Langenbergparks wurde von der Regierung des Fürstentums Salm der Stadt und den Bauerschaften des Kirchspiels Bocholt gegen eine Abgabe von acht Talern als Friedhof überlassen. Das Gelände diente ab dem 1. Januar 1807 für rund hundert Jahre als Friedhof. In dieser Zeit wurde der Friedhof zweimal erweitert, bis 1908 an der Blücherstraße ein neuer städtischer Friedhof eröffnet wurde. Ein kleines Gräberfeld mit Gedenksteinen ist in der Nordostecke erhalten. Am Südrand befindet sich ein Spielplatz und mitten im Park der sogenannte Meckermann, eine Steinplastik mit Inschrift. Der Park ist bekannt für seinen alten Baumbestand, neben großen Rotbuchen wachsen hier exotische Bäume, an denen ein Baumlehrpfad vorbeiführt.
Der alte Friedhof erhielt nach seiner Umgestaltung im Jahre 1937 den Namen Langenbergpark. Benannt ist er nach dem Wohltäter der Stadt, Regierungsrat Dr. Aloys Franz Bernhard van Langenberg. Nach Ende des Zweiten Weltkriegs wurde der Park von der Bocholter Bevölkerung als „Sowjetparadies“ bezeichnet, weil sich dort im Sommer 1945 die befreiten sowjetischen Gefangenen bevorzugt aufhielten. 

## Sonstiges
Zweimal fand bisher in neuester Zeit im Langenbergpark ein Lichterfest statt, bei dem Hunderte von Kerzen auf den Rasenflächen verteilt waren und Musikveranstaltungen durchgeführt werden.